# Мендота-Гайтс (Міннесота)
Мендота-Гайтс (англ. Mendota Heights) — місто (англ. city) в США, в окрузі Дакота штату Міннесота. Населення — 11 744 особи (2020).

## Географія
Мендота-Гайтс розташована за координатами 44°52′44″ пн. ш. 93°8′2″ зх. д. / 44.87889° пн. ш. 93.13389° зх. д. (44.878933, -93.133929).  За даними Бюро перепису населення США в 2010 році місто мало площу 26,21 км², з яких 23,70 км² — суходіл та 2,51 км² — водойми.

## Демографія
Згідно з переписом 2010 року, у місті мешкала 11 071 особа в 4378 домогосподарствах у складі 3204 родин. Густота населення становила 422 особи/км².  Було 4620 помешкань (176/км²).
Расовий склад населення:
| - 93,8 % — білих - 2,2 % — азіатів - 1,5 % — чорних або афроамериканців - 0,2 % — корінних американців |

До двох чи більше рас належало 1,8 %. Частка іспаномовних становила 2,9 % від усіх жителів.
За віковим діапазоном населення розподілялося таким чином: 22,6 % — особи молодші 18 років, 59,7 % — особи у віці 18—64 років, 17,7 % — особи у віці 65 років та старші. Медіана віку мешканця становила 47,5 року. На 100 осіб жіночої статі у місті припадало 93,4 чоловіків;  на 100 жінок у віці від 18 років та старших — 91,2 чоловіків також старших 18 років.
Середній дохід на одне домашнє господарство  становив 143 931 долар США (медіана — 95 353), а середній дохід на одну сім'ю — 173 731 долар (медіана — 128 462). Медіана доходів становила 90 223 долари для чоловіків та 65 417 доларів для жінок. За межею бідності перебувало 3,9 % осіб, у тому числі 3,5 % дітей у віці до 18 років та 3,9 % осіб у віці 65 років та старших.
Цивільне працевлаштоване населення становило 5706 осіб. Основні галузі зайнятості: освіта, охорона здоров'я та соціальна допомога — 27,8 %, науковці, спеціалісти, менеджери — 16,6 %, фінанси, страхування та нерухомість — 13,0 %.